# 永遠愛你，惠妮！
，是一部2018年英國紀錄片，由凱文·麥克唐納執導。入選第71屆坎城影展午夜單元。

## 劇情
該片記錄美國歌手的人生。

## 製作
英國導演凱文·麥克唐納製作該部紀錄片長達兩年時間，重現出聚光燈外的真實人生。

## 發行
2018年該片被選在坎城影展世界首映，並於同年8月10日在臺灣的院線上映。

## 外部連結
- 官方网站
- 開眼電影網上《永遠愛你，惠妮！》的資料（繁體中文）
- 爛番茄上《永遠愛你，惠妮！》的資料（英文）
- 互联网电影数据库（IMDb）上《永遠愛你，惠妮！》的资料（英文）